# Ernst Wallis

Fotografiporträtt på Ernst Wallis, 1860-tal.

Ernst Bernhard Elias Wallis, född den 6 maj 1842 i Stockholm, död där den 24 november 1919, var en svensk historiker och tidningsman. Han var bror till Curt Wallis.
Wallis blev 1860 student vid Uppsala universitet, där han ägnade sig åt djupgående historiska studier och 1872 avlade filosofie kandidatexamen. Han redigerade Illustrerad verldshistoria (6 band, 1874–1879; ny upplaga 1881-1882), utarbetad av 23 svenska författare, och skildrade däruti själv ett stycke av gamla tidens historia (mederna och perserna), större delen av medeltidens (Öst-Rom, karolingerna, Frankrike, England, Tyskland, Spanien, Italien, nordmannatågen, första korståget, kyrkan) och en del av nyare tidens (perioden 1814–1848 och de stora uppfinningarna 1789–1871). Han utgav vidare månadsskriften "Historisk lektyr" (1880–1881), skisserna Napoleon III och hans omgifning (1882) och en bearbetning av Bering Liisbergs Franska revolutionens historia (1898 och följande) samt författade bland annat historiska uppsatser i Nordisk familjebok. Åren 1881–1909 var han chef för utrikesavdelningen i "Aftonbladet".